# Barbara Bachmann
Barbara Bachmann fue profesora en la Universidad de California en Berkeley y en la Universidad Yale, es más conocida como directora del Centro de Stock Genético de E. coli y ediciones publicadas del mapa estándar de enlaces genéticos de E. coli K-12.

## Educación y carrera
Recibió su licenciatura de la Universidad de Baker en 1945, su máster en la Universidad de Kentucky en 1947, su doctorado lo obtuvo de la Universidad de Stanford en 1954.

## Premios y distinciones
Barbara Bachmann fue galardonada con el Premio J. Roger Porter en 1986 por su trabajo de curación del centro genético de E. coli.
El E. coli Genetic Stock Center fue establecido por Edward Adelberg en la Universidad de Yale en 1971. Barbara Bachmann fue contratada inicialmente como curadora y más tarde se convertiría directora del Centro hasta su retiro en 1995. Jugó un papel decisivo tanto en el mantenimiento de la colección de cepas pero también estandarizando el mapa genético de E. coli K-12 creando un sistema común para todos los investigadores de K-1, publicó 8 ediciones del mapa de enlace de E. coli, así como un pedigrí de cepas K-12 comunes. Una de sus publicaciones del mapa de vínculos de E. coli en 1983 y 1991 se convirtió en uno de los artículos más citados de todos los años en biología.